# Onze-Lieve-Vrouw-van-Fatimakapel (Veulen)

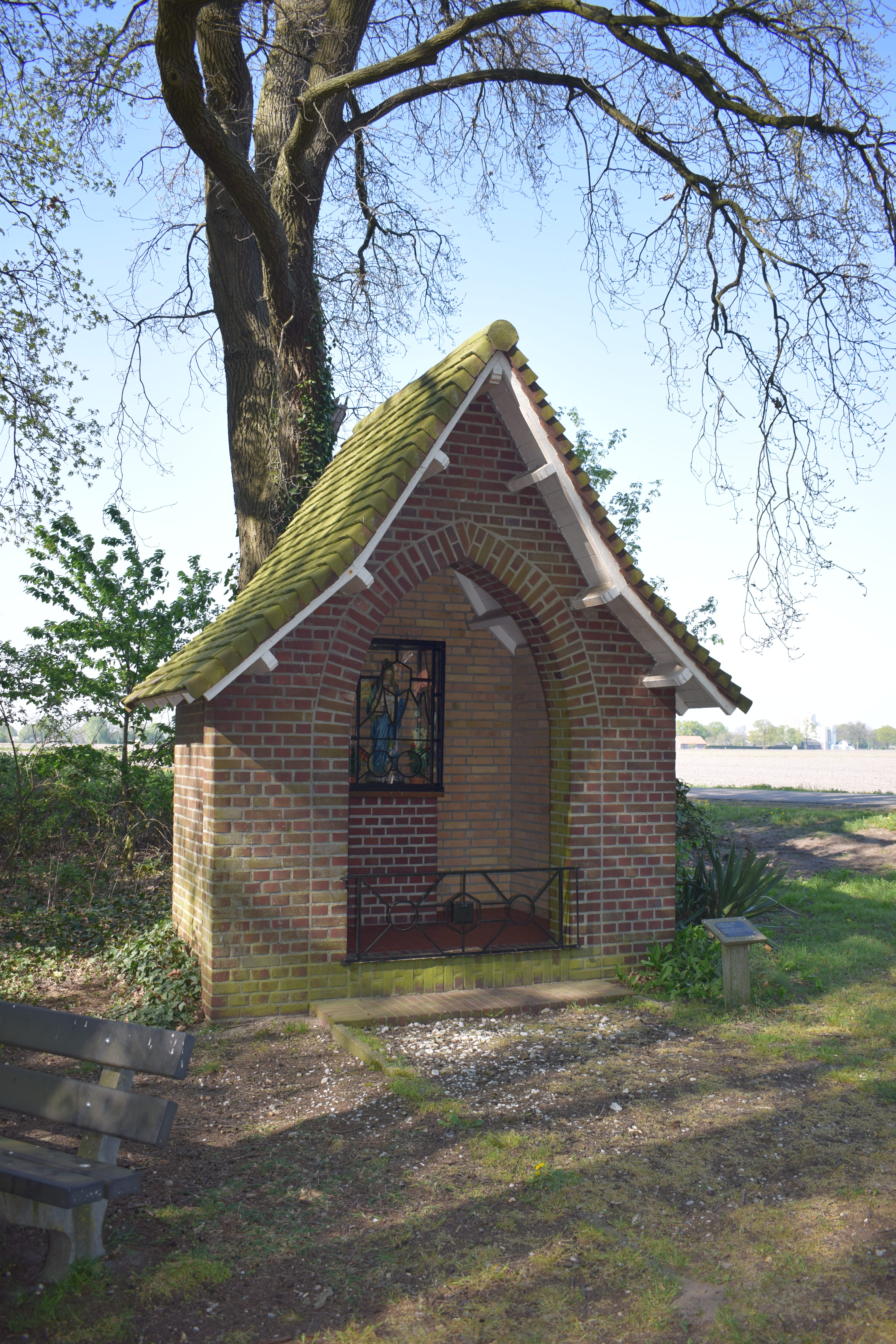
De Onze-Lieve-Vrouw-van-Fatimakapel

De Onze-Lieve-Vrouw-van-Fatimakapel is een kapel in Veulen in de Nederlands Noord-Limburgse gemeente Venray. De kapel staat aan de Kooiweg, vlak bij de plaats waar deze weg uitkomt op de Lorbaan. Op ongeveer 600 meter naar het noordwesten staat de Sint-Donatus en Antoniuskapel.
De kapel is gewijd aan Maria, specifiek aan Onze-Lieve-Vrouw van Fátima.

## Geschiedenis
In 1944 beloofden Grad Reintjes en Nella Versteegen aan Maria een kapel te bouwen als zij met hun gezin van elf kinderen de oorlog ongeschonden zouden doorkomen. Niet lang voor deze belofte had er op de Lorbaan een razzia plaatsgevonden, waarbij twee zonen van het gezin zich nog net op tijd hadden kunnen verstoppen op de hooizolder. Hierdoor werden de zonen niet naar Duitsland gedeporteerd. De boerderij van het gezin raakte in de oorlog wel beschadigd en was kapot geschoten, maar de dertien gezinsleden overleefden de oorlog. Na de oorlog liet het gezin de boerderij herbouwen en vroegen daarbij ook een prijsopgave voor een te bouwen kapel. In eerste instantie werd de bouw tegengewerkt door de rector, maar toen die werd opgevolgd kon de kapel toch gebouwd worden. In 1960 werd de kapel gebouwd.
In 1979 werd het oorspronkelijke beeld, dat uitgevoerd was in terracotta, gestolen. Ter vervanging van het gestolen beeld werd een gipsen beeld geplaatst dat geschonken werd door de dochter van de oprichters van de kapel.
In 1985 werd het gipsen beeld door vandalisme beschadigd. Nadat het beeld gerestaureerd was en de kapel voorzien was van bescherming, plaatste men het beeld terug in de kapel.

## Bouwwerk
De rode bakstenen kapel is opgetrokken op een rechthoekig plattegrond en wordt gedekt door een overkragend geknikt zadeldak met pannen. De kapel heeft geen vensters en in de frontgevel bevindt zich de spitsboogvormige toegang van de kapel die wordt afgesloten met een laag ijzeren hek.
Van binnen is de kapel uitgevoerd in gele bakstenen. Tegen het midden van de achterwand is een massief altaar gemetseld in rode bakstenen. Op dit altaar is een kast van plexiglas en zwart hekwerk geplaatst met aan de voorzijde de letters A M aangebracht, afkorting van Ave Maria (vertaling: Wees gegroet Maria). In de glazen kast is het polychrome Mariabeeld geplaatst en toont een gekroonde Maria die gekleed is in een blauw gewaad en voor haar in haar armen het (ongekroonde) kindje Jezus vasthoudt.